# Джордж Александер
Джордж Александер (англ. George Alexander; 19 червня 1858, Редінг — 15 березня 1918, Лондон) — англійський театральний актор.
Тривалий час (1891—1918) керував театром Сент-Джеймс, віддаючи перевагу постановкам сучасних авторів.